# Онда (Толима)
Онда — город и муниципалитет в департаменте Толима, Колумбия. На севере граничит с департаментом Кальдас, а на востоке с департаментом Кундинамарка. Располагается на берегах реки Магдалена. По состоянию на 2005 год в муниципалитете проживало 26 873 человек. Основу экономики составляет животноводство, рыболовство и туризм.
Основан 24 августа 1539 года. Статус города получил 15 июня 1830 года.